# Instituto de Cristo Rei e Sumo Sacerdote
O Instituto de Cristo Rei e Sumo Sacerdote (em latim: Institutum Christi Regis Summi Sacerdotis) é uma sociedade de vida apostólica de direito pontifício erigida canonicamente em 1 de Setembro de 1990. Sua divisa é Veritatem facientes in caritate ("Confessando a verdade na caridade").
Tem como objetivos a glória de Deus e a santificação de padres ao serviço da Igreja e das almas através de uma formação doutrinal e espiritual.
Sua finalidade é particularmente missionária: difusão e defesa do Reinado de Nosso Senhor Jesus Cristo em todos os aspectos da vida humana. Dedicado a Cristo Rei e Sacerdote, o Instituto tem como patronos a Imaculada Conceição (principal) e São Francisco de Sales, Santo Tomás de Aquino e São Bento (secundários).
Possui um seminário em Gricigliano, na Toscana, perto de Florença (Itália), onde se formam, dentro do espírito romano, os futuros sacerdotes do Instituto. A regra de vida do instituto é baseada naquela dos cônegos seculares. 
O Instituto tem como reitor o padre Philippe Mora e seu superior geral é o padre Gilles Wach. A organização presente na Europa (Itália, França, Bélgica, Espanha, Alemanha, Áustria, Suíça, Reino Unido, Irlanda), na África (Gabão) e na América (Estados Unidos e Brasil).
Os livros litúrgicos usados são conforme ao Missal de 1962 (Missal Romano, Ritual Romano, Pontifical Romano e Breviário Romano - rito romano tradicional), dentro do promulgado pelo Motu Proprio Eclesia Dei Aflicta de 2 de Julho de 1988.

## Primeiros anos
O instituto foi fundado canonicamente em 1º de setembro de 1990 por Gilles Wach e Philippe Mora no Gabão, país este em que ainda possui missões, mais notavelmente na capital Libreville. Seu estado canônico era de direito diocesano até 7 de outubro de 2008. Nessa data, a organização ganhou o estado de direito pontifício por meio do decreto Saeculorum Rex, da Comissão Pontifícia Ecclesia Dei, na ocasião da visita de Camille Perl, o vice-presidente da comissão.
O instituto é baseado em Pontassieve (Gricigliano), na Itália, na Arquidiocese de Florença. Seu seminário internacional de São Filipe Néri também está localizado lá, com as ordenações do instituto e outras missas de maior importância sendo realizadas na igreja de San Gaetano, em Florença.
Wach serve como superior geral e Mora como o reitor do seminário. Ambos receberam sua formação sacerdotal sob o cardeal Giuseppe Siri de Gênova. Até 2021, o instituto possuía 121 padres, além de oblatos clericais em formação que só podem ser ordenados até o estado do diaconato permanente, trabalhando para os diversos apostolados do instituto.
O carisma do instituto é baseado no exemplo dos seus três santos padroeiros: 
- Francisco de Sales,[3] que enfatizou o ensino da fé católica com paciência e caridade, encorajando todos os católicos para uma vida de santidade através dos meios ordinários da Igreja, como a participação devota da Missa e o ato de se confessar frequentemente.
- Bento de Núrsia, pelo seu amor à celebração solene da liturgia, sua ênfase na prática do trabalho, da oração e da "hospitalidade beneditina" e seu papel em construir a fundação para uma civilização cristã na Europa medieval.
- Tomás de Aquino, por sua ênfase na harmonia entre a fé e a razão.

O instituto também honra como sua principal padroeira a Virgem Maria sob o título de "da Imaculada Conceição, a Quem é consagrada." Santa Teresinha do Menino Jesus é a padroeira das missões africanas do instituto.